# 다니엘 지트카
다니엘 지트카(체코어: Daniel Zítka, 1975년 6월 20일, 모라바슬레스코 주 하비르조프 ~)는 체코의 전직 프로 축구 선수로, 현역 시절 골키퍼로 활약했다. 그는 체코 국가대표팀 경기에 3번 출전했다. 그는 스파르타 프라하에서 골키퍼 코치를 역임하기도 했다.

## 경력
지트카는 바니크 하비르조프에서 축구를 시작해 1994년에 빅토리아 지슈코프에 입단했지만, 리그 경기에 딱 1번 출전하는데 그쳤다. 그는 첼시와의 1994-95 시즌 컵위너스컵 1차전 경기에 출전했지만, 런던에서 벌어진 경기에서 4실점을 헌납하며 2-4로 패했다. 이듬해, 그는 즐린으로 이적했고, 1997년 11월에는 슬로바키아의 타트란 프레쇼우로 이적했다.
2년 후, 지트카는 벨기에 무대로 건너가 로케런에 이적했다. 그는 2002년에 로케런에서 안데를레흐트 스카우트에 포착되어 이적했다. 안데를레흐트 입단 후, 그는 트리스탄 페이르스만, 즈봉코 밀로예비치, 젤리코 파블로비치, 얀 판 스테인베르허, 그리고 실비오 프로토와 주전 경쟁을 펼쳤고, 여기에서 우위를 점해 주전 수문장이 되었다.
2010년 5월 3일, 그는 스파르타 프라하와 2년 계약을 맺고 안데를레흐트를 떠났다.

## 수상
안데를레흐트
- 벨기에 1부 리그: 2003–04, 2005–06, 2006–07, 2009–10
- 벨기에 컵: 2007–08
- 벨기에 슈퍼컵 : 2006, 2007

개인
- 벨기에 1부 리그 올해의 선수: 2006–07[6]
- 벨기에 프로 리그 올해의 골키퍼: 2006[7]
- 올해의 골키퍼: 2006–07[8]